# Cesare D'Arbes
Cesare D'Arbes (Venezia, 1710 – 24 febbraio 1778) è stato un attore teatrale italiano  specializzato nel ruolo di Pantalone.
Nel 1745 entrò nella compagnia di Girolamo Medebach a Livorno; a Pisa incontrò Carlo Goldoni e gli commissionò la commedia Tonin bella grazia, che si rivelò un insuccesso.
La collaborazione col grande commediografo però continuò, con straordinarie recitazioni ne L'uomo prudente e ne I due gemelli veneziani. Nel 1749 si spostò a Dresda. Rimpatriò nel (1769) per entrare nella compagnia di Giuseppe Lapy. Nel 1776 si unì alla compagnia Battaglia presso il Teatro San Giovanni Grisostomo, dove concluse la sua straordinaria carriera, rimpiazzato da Antonio Cristoforo Collalto-Mattiuzzi.